# NGC 5173
NGC 5173 (również PGC 47257 lub UGC 8468) – galaktyka eliptyczna (E), znajdująca się w gwiazdozbiorze Psów Gończych. Odkrył ją William Herschel 12 maja 1787 roku.